# 枞公
枞公（前3世纪？—前204年），秦末汉初人物，楚汉战争汉王刘邦麾下将领。
汉三年（前204年）五月，刘邦逃出荥阳，命枞公与韩王信、御史大夫周苛、魏豹继续把守荥阳。周苛和枞公商议说：“魏豹背叛汉国、反复无常，是反国之王，难和他一道守城！”随即就杀了魏豹。六月，项羽领兵西进，攻下荥阳，烹杀了周苛，同时杀了枞公，俘获了韩王信，随即包围成皋。